# Prince sans amour

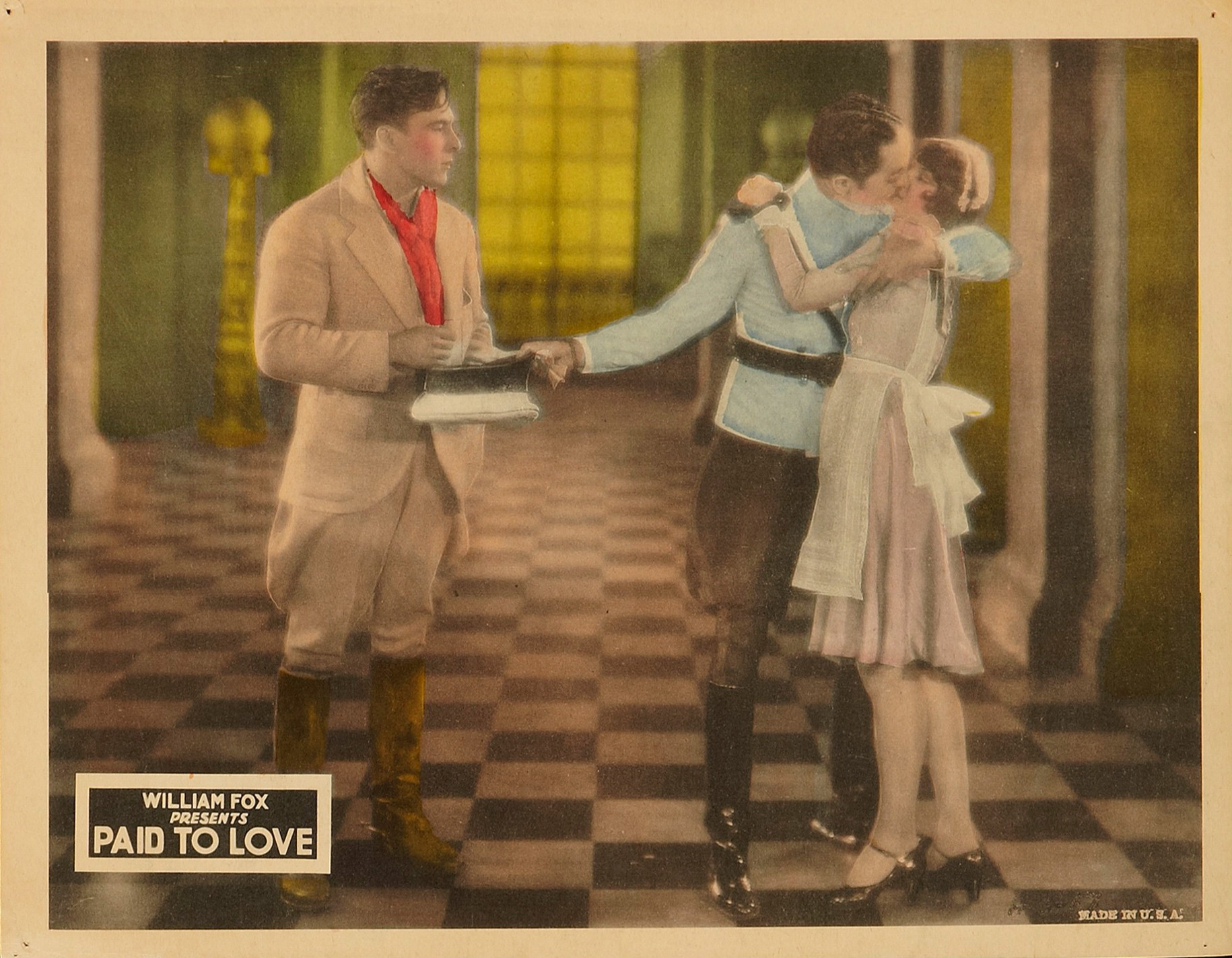
Carte promotionnelle du film

Prince sans amour (Paid to Love) est un film américain de Howard Hawks sorti en 1927.

## Synopsis
Un banquier américain et le roi d'un pays des Balkans projettent d'investir dans l'économie local. Pour parvenir à leur fin, ils marieront le prince héritier qui n'est pas enchanté à l'idée d'être lié à une femme.    

## Fiche technique
- Titre : Prince sans amour
- Titre original : Paid to Love
- Réalisation : Howard Hawks
- Scénario : Harry Carr, Benjamin Glazer
- Pays de production : États-Unis
- Genre : Comédie
- Durée : 6 888 m (7 bobines)[1].
- Format : Noir et blanc
- Date de sortie : 1927

## Distribution
- George O'Brien : le prince héritier
- Virginia Valli : Dolorès, une Parisienne
- J. Farrell MacDonald
- William Powell
- Thomas Jefferson
- Hank Mann
- Merta Sterling